# Bron (film)
Bron (originaltitel: Die Brücke) är en västtysk (anti-)krigsfilm från 1959 i regi av österrikaren Bernhard Wicki. Manuset är baserat på romanen Bron från 1958 av Gregor Dorfmeister (under författarnamnet Manfred Gregor). Den hade västtysk biopremiär den 22 oktober samma år. Filmen gav Bernhard Wicki internationell uppmärksamhet, vilket bland annat ledde till erbjudandet att få vara delaktig för regin av Den längsta dagen (1962).
Bron nominerades 1960 till en Oscar för bästa utländska film. Den vann även ett flertal priser, till exempel en Golden Globe och utsågs av NBR Award till bästa utländska film.
Filmen är baserad på en verklig händelse, som är byggd på en rapport av en överlevande soldat som i sin egen ungdom upplevde en liknande händelse i slutet av andra världskriget.

## Handling
I slutet av andra världskriget hamnar en liten tysk stad i centrum när  amerikanska avancerar i dess riktning. I stadens skola finns sju pojkar - alla omkring 16 år - som inte inser krigets allvar och faror, utan bara känner spänning när kriget är nära inpå dem, och försöker leva sina liv så normalt det nu går. De överskuggas istället av personliga problem: Karl, som är förälskad i den unga assistenten på hans pappas frisersalong men som chockas när han upptäcker att hon har en relation med pappan; Klaus är djupt förälskad i sin klasskamrat Franziska; och Walter som skäms över sin pappa som hållit sig undan ett viktigt Volksturmmöte för att rädda sitt eget skinn.
Oväntat kallas pojkarna in till den lokala arméns huvudkvarter, och redan nästa en dag får den lokale kommendanten nyheten om att amerikansk militär är på väg mot staden, och gruppen kallas ut. Medan de förbereder sig på att rycka ut, bestämmer sig kommendanten, som av pojkarnas lärare betts att hålla dem utanför striderna, att de ska vakta stadens bro, som är strategiskt oviktig och ändå ska sprängas för att rädda staden från de värsta krigshandlingarna) under en veteransergeants kommando.
Strax efter att pojkarna har intagit sin post ger sig sergeanten iväg för att hämta kaffe och få information om läget, men han misstas för att vara desertör av militärpolisen och skjuts, så pojkarna får vakta bron ensamma. De inser fortfarande inte situationens allvar, men när bil efter bil med sårade och lemlästade soldater passerar bron, och en desperat officer med Riddarkorset flyr fronten, börjar de förstå vad allt handlar om. Trots deras ökande tvivel beslutar de sig ändå att hålla bron, med hederskodexen: 'En soldat som överger en meter mark överger Tyskland'.
Det blir morgon, och med den ett amerikanskt stridsflygplan som avfyrar sina vapen och dödar Sigi, den yngste av dem. Rasande tar de upp kampen mot tre amerikanska stridsvagnar och dess stödtrupper, men de dödas en efter en, och de kvarvarande inser till sist krigets fasor. En minnesvärd scen är när en amerikansk GIs mage skjuts upp av Karl (som samtidigt själv dödas av ett skott från en kulspruta). Amerikanen dör i svåra plågor, medan Klaus ber Karl (ovetandes om att han är död) att döda honom.
I slutet retirerar den sista pansarvagnen, och av pojkarna återstår bara två, Hans och Albert. När de går hemåt, stöter de ihop med en sprängpatrull, vars ledare genast börjar kritisera dem och kallar dem idioter och låtsashjältar. Hans blir galen av förtvivlan och hotar dem med sitt gevär, men när ledaren tänker avfyra sin kulspruta skjuts han bakifrån av Albert. Resten av patrullen sårar Hans dödligt och går sedan från platsen, lämnandes kvar en nedbruten Albert att själv ta sig hem.
En text insatt precis innan eftertexterna kortfattar: "Denna händelse ägde rum den 27 april 1945. Den var för oviktig för att nämnas i någon krigskommuniké."

## Medverkande (i urval)
- Folker Bohnet – Hans Scholten
- Fritz Wepper – Albert Mutz
- Michael Hinz – Walter Forst
- Frank Glaubrecht – Jürgen Borchert
- Karl Michael Balzer – Karl Horber
- Volker Lechtenbrink – Klaus Hager
- Günther Hoffmann – Sigi Bernhard
- Cordula Trantow – Franziska
- Wolfgang Stumpf – Studienrat Stern, deras lärare
- Günter Pfitzmann – Unteroffizier Heilmann
- Heinz Spitzner – Hauptmann Fröhlich
- Siegfried Schürenberg – Oberstleutnant Bütov
- Edith Schultze-Westrum – Mor Bernhard
- Ruth Hausmeister – Mor Mutz